# Historia territorial de los Estados Unidos

Adquisiciones territoriales de los Estados Unidos.

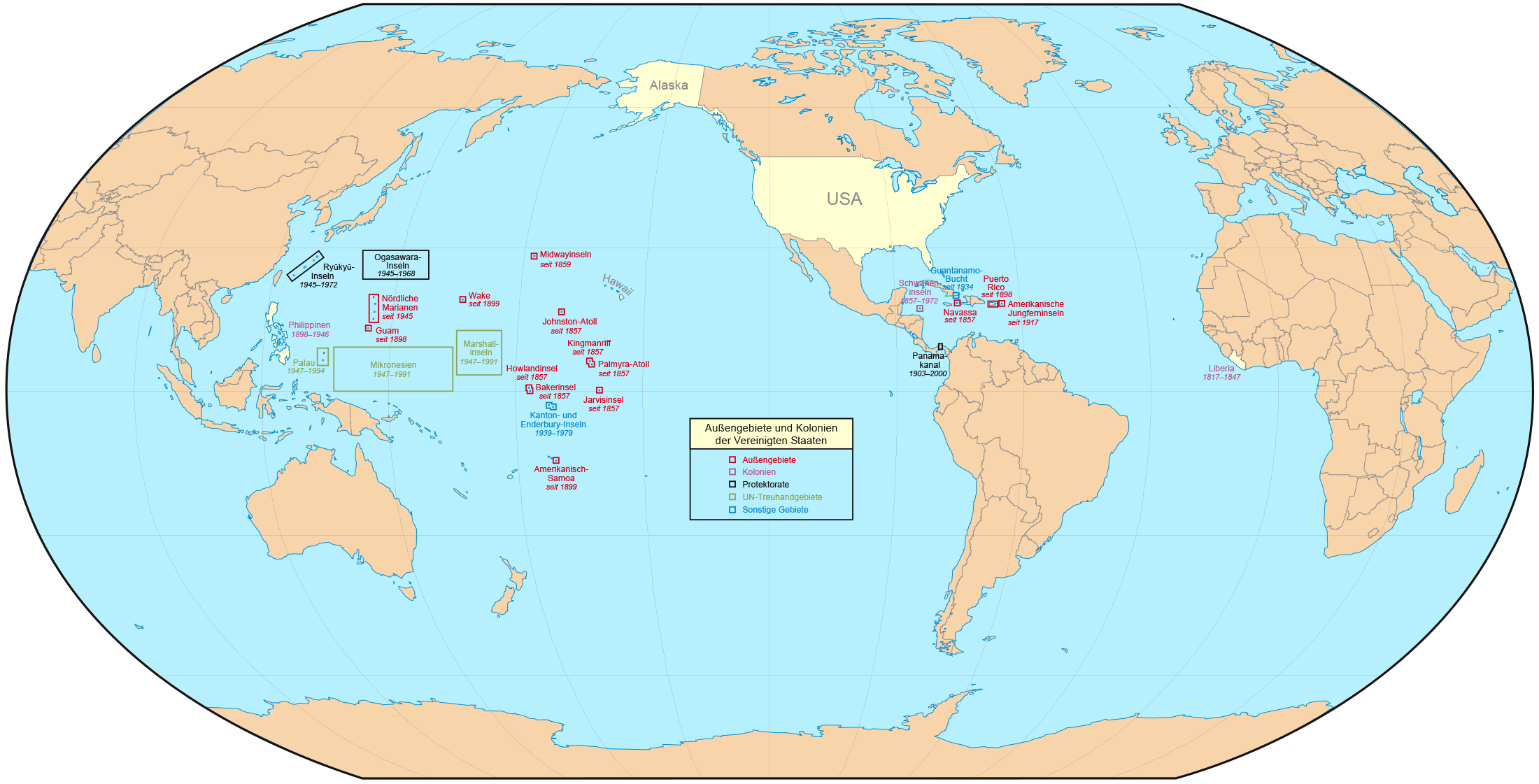
Expansión territorial estadounidenses por fuera del territorio continental.

La historia territorial de los Estados Unidos es la evolución de las fronteras y territorios de ese país desde su creación. Se recogen en un cuadro cada uno de los cambios en las fronteras interiores y exteriores del país, así como el estatus y los cambios de nombre. También muestra las áreas circundantes que finalmente pasaron a formar parte de los Estados Unidos. Cada situación tiene un mapa, que muestra la composición específica del país en ese momento dado. 
Después de lograr la independencia con el Tratado de París, los Estados Unidos se expandieron hacia el Oeste, ampliando sus fronteras siete veces, con dos grandes ajustes de fronteras, uno con cada una de las colonias del Reino Unido y España, y varias disputas territoriales más pequeñas. El país original de los trece estados creció hasta los cincuenta estados, la mayoría de los cuales comenzaron siendo un territorio incorporado. El patrón general en esta expansión territorial es el siguiente: colonización de las tierras recién adquiridas, formación de un territorio organizado, modificación de las fronteras de esos territorios y, por último, la condición final de Estado. Solo dos de los nuevos estados crecieron considerablemente después de obtener la condición de estado —Nevada y Misuri— y cuatro de ellos perdieron territorio para formar nuevos estados —Massachusetts, Carolina del Norte, Texas y Virginia.
Territorios no incorporados y los países de libre asociación. La diferencia fundamental entre territorios «no incorporados» de «incorporados» es que los territorios incorporados se consideran para siempre bajo la jurisdicción de la Constitución de los Estados Unidos, mientras que es posible que los no incorporados puedan pasar a convertirse en territorios independientes. Estos son:
- naciones con tratado de Libre Asociación: Islas Marshall, Estados Federados de Micronesia y Palaos;
- territorios no incorporados u organizados: Guam e Islas Vírgenes de los Estados Unidos;
- mancomunidades, de otra forma sin forma organizada y territorio: Islas Marianas del Norte, Puerto Rico (Esto es diferente de la expresión mancomunidades utilizada por algunos estados.);
- la Samoa Americana es un territorio no organizado, pero tiene una constitución y un gobierno autónomo, por lo que es funcionalmente muy similar a un territorio organizado;
- las Islas Ultramarinas de Estados Unidos, que están deshabitadas, no organizadas y, salvo en el atolón Palmyra, no incorporados;
- antiguos territorios no incorporados, como las Islas de la Línea, Zona del Canal de Panamá, la Mancomunidad de Filipinas y las Islas Fénix.
- el Territorio en Fideicomiso de las Islas del Pacífico, un fideicomiso de Naciones Unidas concedido a los Estados Unidos tras la Segunda Guerra Mundial. Desde entonces se ha disuelto, convirtiéndose en las Islas Marshall, Estados Federados de Micronesia, las Islas Marianas del Norte y Palaos.

«Territorio no organizado» no es un nombre, sino que significa simplemente que el Congreso no ha aprobado una ley orgánica para ese territorio. En la mayoría de los casos, el propósito de los territorios no organizados fue un acta para servir como territorios para asentamientos nativos estadounidenses. Más tarde, el último territorio no organizado en el país fue denominado «Territorio indio», aunque este no era un nombre oficial. Los últimos territorios adquiridos por los Estados Unidos, Alaska, Hawái y la Cesión mexicana, comenzaron como no organizados, pero no como la retirada de tierras de los nativos estadounidenses, sino simplemente porque no se habían organizado aún.
Las líneas de puntos en las fronteras significan que la región es parte de un país que no se muestra completamente en el mapa, ya que se limita a las actuales fronteras de los EE. UU. Una excepción es el Territorio de Oregón, que fue un territorio compartido que se extendió más allá de la zona del mapa.
Algunas disputas territoriales y de fronteras del comienzo de los Estados Unidos no están claras. Por ejemplo, la frontera entre la Florida Occidental y la Florida Oriental parece incierta. A efectos de simplicidad, este artículo utiliza la frontera original, el río Apalachicola, aunque los mapas posteriores tienden a mover esa frontera hacia el oeste, hasta el río Perdido. Esto se debe en parte a la Ley Orgánica para Florida especifica que incluía partes de la Florida Occidental y Oriental; si la frontera fuera el río Perdido, entonces el Territorio de Florida no habría incluido nada de Florida Occidental, que había sido dividida entre Luisiana, Misisipi y Alabama.
Los siguientes cambios, muy pequeños, están incluidos en el cuadro, pero no están reflejados en los mapas:
- 1. El cambio de dos condados extra de Virginia a Virginia Occidental al final de la guerra civil estadounidense;
- 2. La disputa fronteriza de Alaska, ya que surgió de una falta total de agrimensura, más que sobre una disputa sobre la línea reconocida; es demasiado pequeña para aparecer en el mapa;
- 3. La disputa sobre The Wedge («la Cuña»), una milla cuadrada de terrenos reclamados por Pensilvania y Delaware;
- 4. Cuando fue creado el Territorio de Dakota también incluía las tierras al sur del paralelo 43° N y al norte de los ríos Keya Paha y Niobrara. Este fue transferido al estado de Nebraska el 28 de marzo de 1882.[2]
- 5. Los dos pequeños ajustes en el Territorio de Indiana;
- 6. Diversas controversias a lo largo del río Grande con México.

## Evolución territorial en elsigloXVIII

### 4 de marzo de 1789

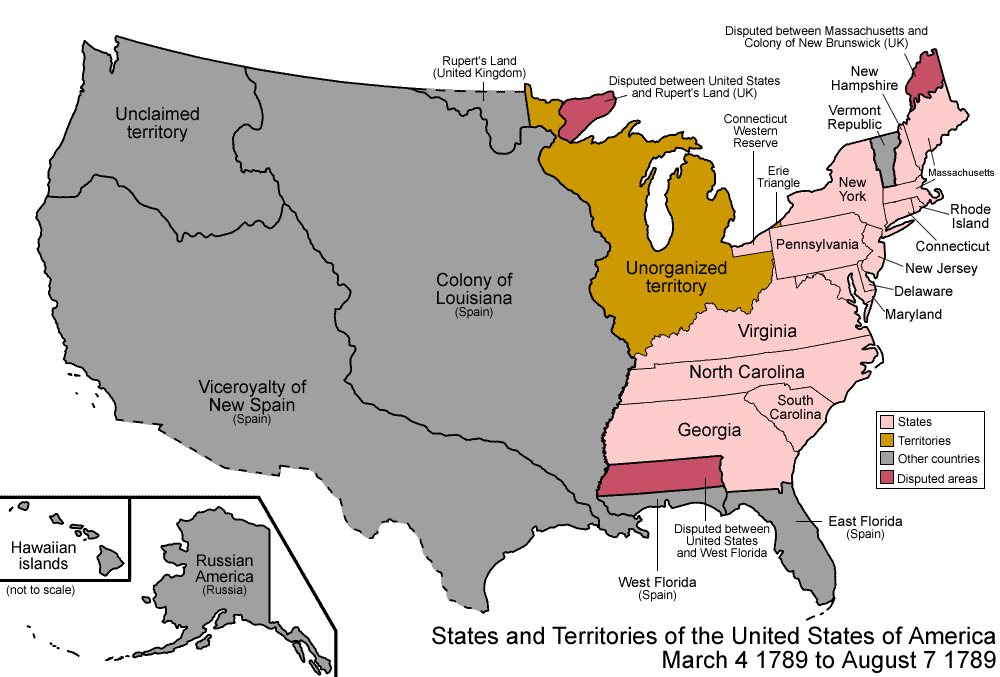
Los Estados Unidos al momento de su independencia.

La Constitución de los Estados Unidos entró en vigor formando la nueva nación (nótese que los distintos estados ratificaron la Constitución en diferentes momentos, pero para simplificar el mapa, el resultado final se muestra aquí).
Los Estados Unidos lograron su independencia del Reino de Gran Bretaña con el Tratado de París el 3 de septiembre de 1783, que estableció que las Trece Colonias eran estados independientes y soberanos. Las fronteras fueron establecidas por el artículo 2 del tratado, pero con un par de cuestiones: primero, se dijo que la frontera iría al Oeste desde el lago de los Bosques hasta el río Misisipi —en ese momento, no se sabía que las fuentes del Misisipi estaban al sur de dicha línea, por lo que la frontera se adoptó para correr hacia el sur desde el lago hasta el río.
Se señalan algunas peculiaridades para quienes están familiarizados solo con las actuales fronteras: muchos estados habían obtenido garantías de acceso «mar a mar» de la Corona británica, garantías a las que no querían renunciar fácilmente antes de esta fecha, en la que cedieron esos territorios al gobierno federal a cambio de sus deudas de la guerra revolucionaria. Sin embargo, Georgia no lo hizo hasta mucho más tarde, y Connecticut cedió las   tierras, pero mantuvo su Reserva Occidental. Virginia cedió su reclamación en el territorio al norte y al oeste del río Ohio, y esta tierra se convirtió en territorio no organizado. Carolina del Norte también cedió su reclamación a sus condados occidentales, pero no fue aceptada oficialmente por el Congreso hasta 1790. Nueva York cedió su reclamación en el Triángulo de Erie para el gobierno federal. En este punto en la historia, todos los estados salvo Georgia y Virginia se encontraban ya con sus fronteras actuales, a excepción de algunos de los problemas menores antes mencionados.
Florida Occidental alegó una frontera más al norte que la que los Estados Unidos dijeron que tenía. Su frontera había sido el paralelo 31° Norte, cuando España la cedió al Reino Unido. Los británicos más tarde trasladaron su frontera al paralelo 32°38′ N, pero cuando la Florida española fue cedida de vuelta al Imperio español en el Tratado de París, los británicos citaron la frontera del paralelo 31°, pero España siguió reivindicando la frontera mayor. Además, las fronteras en la zona norte del Distrito de Massachusetts, Maine y la zona noroeste del lago Superior seguían siendo controvertidas.
La «Cuña» (The Wedge), en disputa desde el siglo XVII, seguía siendo un punto de discordia entre Delaware y Pensilvania.
La República de Vermont fue un asunto complejo, con áreas reclamadas por Nueva York y Nueva Hampshire, pero existía de facto como una nación independiente no reconocida.

### 1789-1799
| Periodo   | Fecha                   | Acontecimiento          | Acontecimiento | Mapa |
| 1790-1799 | 7 de agosto de 1789     | Territorio del Noroeste | El Congreso de los Estados Unidos afirmó la organización del Territorio del Noroeste del río Ohio o Territorio del Noroeste, en los términos de la Orden del Noroeste. Este territorio había sido organizado antes, el 13 de julio de 1787, según el marco de los Artículos de la Confederación y fue ligeramente modificado en la nueva Constitución. Comprendía los actuales estados de Illinois, Indiana y Míchigan, el noreste de Minnesota y la mayoría de Ohio y Wisconsin. |      |
| 1790-1799 | 2 de abril de 1790      |                         | El Congreso acepta la cesión de Carolina del Norte de sus condados occidentales, que habían sido inicialmente cedidos el 22 de diciembre de 1789. La tierra se convirtió en territorio no organizado. |      |
| 1790-1799 | 26 de mayo de 1790      | Territorio del Suroeste | La Ordenanza del Suroeste («Southwest Ordinance») organiza el territorio del Sur del río Ohio o Territorio del Suroeste, lo que corresponde al actual estado de Tennessee. |      |
| 1790-1799 | 4 de marzo de 1791      | 14.º estado Vermont     | La República de Vermont, que había reclamado parte de Nueva York y Nueva Hampshire y, aunque no reconocidas por los Estados Unidos, era un país independiente de facto, fue admitida como el 14.º estado, Vermont. |      |
| 1790-1799 | 9 de septiembre de 1791 | Distrito Federal        | El Distrito de Columbia, el distrito federal de la nación, fue formado con tierras cedidas por Maryland y Virginia; la parte de Virginia sería devuelta en 1847. |      |
| 1790-1799 | 3 de marzo de 1792      |                         | El gobierno federal vendió el Triángulo de Erie a Pensilvania. |      |
| 1790-1799 | 1 de junio de 1792      | 15.º estado Kentucky    | Los condados occidentales de Virginia situados más allá de los montes Apalaches se separan y son admitidos como el 15.º estado, Kentucky. |      |
| 1790-1799 | 2 de agosto de 1796     |                         | El Tratado de Pinckney, también conocido como el Tratado de San Lorenzo, establece la frontera norte de Florida Occidental, como el paralelo 31.º |      |
| 1790-1799 | 1 de junio de 1796      | 16.º estado Tennessee   | El Territorio del Suroeste fue admitido como el 16.º estado, Tennessee. |      |
| 1790-1799 | 7 de mayo de 1798       | Territorio de Misisipi  | Debido al Fraude de la Tierra Yazoo, fue firmada un acta por el presidente John Adams, autorizándole a nombrar a los comisionados para negociar con Georgia sobre la cesión de sus tierras occidentales. El acta crea el Territorio de Misisipi en la región cedida por Florida Occidental, lo que corresponde a aproximadamente el tercio meridional de los actuales Misisipi y Alabama, salvo sus panhandles, que formaban parte de West Florida Occidental.                    |      |

## Evolución territorial en elsigloXIX

### 1800- 1849
| Periodo   | Fecha                    | Acontecimiento          | Acontecimiento | Mapa |  |
| 1800-1809 | 4 de julio de 1800       | Territorio de Indiana   | El Territorio de Indiana se formó a partir de la parte occidental del Territorio del Noroeste que corresponde a la actual Illinois, Indiana, el noreste de Minnesota y Wisconsin, así como la mitad occidental de la Península Baja de Míchigan, todo salvo el extremo oriental de dicha península. El Territorio del Noroeste se quedó con sólo la mayoría de Ohio y el resto de Míchigan. |      |  |
| 1800-1809 | 10 de julio de 1800      |                         | Connecticut cedió su Reserva Occidental al gobierno federal, que lo incluyó como parte del Territorio del Noroeste (es la parte noreste del actual estado de Ohio). |      |  |
| 1800-1809 | 26 de abril de 1802      |                         | Georgia finalmente cedió en sus pretensiones occidentales, las Tierras Yazoo, en favor del gobierno federal, convirtiéndose en territorios no organizados. También, el 1 de octubre de 1800, el Tercer Tratado de San Ildefonso transferió la colonia de Luisiana, propiedad del Imperio español al Imperio colonial francés. |      |  |
| 1800-1809 | 1 de marzo de 1803       | 17.º estado Ohio        | La parte sureste del Territorio del Noroeste fue admitido como el 17.º estado, Ohio. El resto del Territorio del Noroeste fue transferido al Territorio de Indiana. |      |  |
| 1800-1809 | 30 de abril de 1803      | Compra de Luisiana      | Se realizó la Compra de Luisiana, la expansión de los Estados Unidos al oeste del río Misisipi. Hubo una disputa con Florida Occidental sobre la cantidad de tierras que incluía al este del Misisipi. La compra se extendía ligeramente al norte de las fronteras modernas, ya que fue definida solo como la cuenca del río Misisipi. La compra consistía en la totalidad de los actuales estados de Arkansas, Kansas, Iowa, Misuri, Nebraska y Oklahoma y partes de Colorado, Luisiana, Minnesota, Montana, Nuevo México, Dakota del Norte, Dakota del Sur, Texas y Wyoming. También incluía la parte sur de las actuales provincias canadienses de Alberta y Saskatchewan.                              |      |  |
| 1800-1809 | 27 de marzo de 1804      |                         | Los territorios no organizados cedidos por Georgia fueron añadidos al Territorio de Misisipi, que consistía en el conjunto de los actuales Misisipi y Alabama, menos su panhandles, que todavía formaba parte de Florida Occidental. |      |  |
| 1800-1809 | 1 de octubre de 1804     |                         | La Compra de Luisiana se dividió en el Distrito de Luisiana, que quedó temporalmente bajo la autoridad del Territorio de Indiana y el organizado Territorio de Orleans, que correspondía a parte del actual estado de Luisiana con una pequeña parte de Texas. La frontera occidental del Territorio de Orleans causó varios conflictos con la Nueva España, concretamente en la región entre el río Sabine en el oeste y el Arroyo Hondo (río) en el este, que pasó a ser conocido como el Estado Libre de Sabine. Esta territorio fue confirmado más tarde como territorio estadounidense por el Tratado Adams-Onís de 1819.                                                                             |      |  |
| 1800-1809 | 11 de enero de 1805      | Territorio de Míchigan  | El Territorio de Míchigan fue separado del Territorio de Indiana, incluyendo toda la península inferior del actual Míchigan, salvo el extremo oriental de la península, que fue añadido al Territorio del Noroeste de Indiana después de que el Territorio de Indiana fuese dividido. |      |  |
| 1800-1809 | 4 de julio de 1805       | Territorio de Luisiana  | El Distrito de Luisiana fue organizado como Territorio de Luisiana. |      |  |
| 1800-1809 | 1 de marzo de 1809       | Territorio de Illinois  | El Territorio de Illinois se dividió del Territorio de Indiana. El Territorio de Illinois incluía a la actual Illinois, al noreste de Minnesota y Wisconsin. El Territorio de Indiana incluía las actuales fronteras de Indiana, con sus fronteras occidental y oriental continuando hacia el norte, por lo que también comprendía la parte central de la península superior de Míchigan, así como la península Door, en la actual Wisconsin. |      |  |
| 1810-1819 | abril de 1810            | Reino de Hawái          | Las islas Hawaianas fueron unificadas como Reino de Hawái. |      |  |
| 1810-1819 | 27 de octubre de 1810    |                         | Por proclamación del presidente James Madison, los Estados Unidos se anexionaron los distritos de Baton Rouge y Mobile la Florida Occidental, declarándolos parte de la Compra de Luisiana. A su vez Florida, 90 días antes había declarado su independencia como la República de Florida Occidental. |      |  |
| 1810-1819 | 30 de abril de 1812      | 18.º estado Luisiana    | El Territorio de Orleans fue admitido como el 18.º estado, Luisiana. |      |  |
| 1810-1819 | 12 de mayo de 1812       |                         | El gobierno federal se anexiona una parte de Florida Occidental, el Distrito de Mobile, incorporándolo al Territorio de Misisipi, que se corresponden con los actuales estados de Alabama y Misisipi. |      |  |
| 1810-1819 | 4 de junio de 1812       |                         | El Territorio de Luisiana, teniendo el mismo nombre que un estado, pasa a denominarse Territorio de Misuri. |      |  |
| 1810-1819 | 11 de diciembre de 1816  | 19.º estado Indiana     | La parte sur del Territorio de Indiana fue admitida como el 19.º estado, Indiana. El resto se convirtió en territorio no organizado. |      |  |
| 1810-1819 | 3 de marzo de 1817       | Territorio de Alabama   | El Territorio de Alabama fue desgajado del Territorio de Misisipi, ambos corresponden a sus homólogos de hoy en día. |      |  |
| 1810-1819 | 10 de diciembre de 1817  | 20.º estado Misisipi    | El Territorio de Misisipi fue admitido como el 20.º estado, Misisipi. |      |  |
| 1810-1819 | 20 de octubre de 1818    | Territorio de Oregón    | El Tratado de 1818 estableció el paralelo 49.º Norte al oeste del lago de los Bosques como la frontera con las tierras británicas y se estableció Territorio de Oregón como una tierra compartida entre Estados Unidos y Reino Unido. El Territorio de Oregón consistía en la mayoría de los actuales estados de Idaho y Oregón, todo Washington y una parte de Montana, así como la parte meridional de la provincia canadiense de Columbia Británica. El tratado transfería la Cuenca del río Red a los Estados Unidos, que consistía en el noroeste de Minnesota, el noreste de Dakota del Norte y el noreste de Dakota del Sur.                                                                        |      |  |
| 1810-1819 | 3 de diciembre de 1818   | 21.º estado Illinois    | La parte sur del Territorio de Illinois fue admitida como el 21.º estado, Illinois. El resto fue reasignado al Territorio de Míchigan. |      |  |
| 1810-1819 | 2 de marzo de 1819       | Territorio de Arkansas  | La parte sur del Territorio de Misuri fue organizada como Territorio Arkansaw, compuesto por la actual Arkansas, así como parte de Oklahoma. No fue denominado oficialmente Arkansas hasta más tarde. |      |  |
| 1810-1819 | 14 de diciembre de 1819  | 22.º estado Alabama     | El Territorio de Alabama fue admitido como estado 22.º, Alabama. |      |  |
| 1820-1829 | 16 de marzo de 1820      | 23.º estado Maine       | El Distrito de Maine de Massachusetts se separó y fue admitido como el 23.º estado, Maine, como parte del compromiso de Misuri. |      |  |
| 1820-1829 | 10 de julio de 1821      |                         | El Tratado Adams-Onís entró en vigor, estableciendo la totalidad de la frontera entre los EE. UU. y la Nueva España, siendo toda la Florida española vendida a los EE. UU. El tratado transfirió el resto de los actuales Idaho y Oregón al Territorio de Oregón; trasladó partes de los actuales Colorado, Oklahoma y Wyoming y todo Nuevo México y Texas, a la Nueva España, y toda Florida a los Estados Unidos. Las nuevas fronteras introdujeron en el Territorio de Arkansaw el Condado de Miller, creado el 1 de abril de 1820, que desciende por debajo del río Red y por las tierras cedidas en ese momento a España. Sin embargo, la lejanía de la región no causó graves conflictos con España. |      |  |
| 1820-1829 | 10 de agosto de 1821     | 24.º estado Misuri      | La esquina sureste del Territorio de Misuri fue admitida como el 24.º estado, Misuri. El resto se convirtió en no organizado. Misuri no incluía el actual triángulo noroeste, que se añadió más adelante por la compra del Platte. |      |  |
| 1820-1829 | 27 de septiembre de 1821 |                         | El Virreinado de la Nueva España logró la independencia como México. |      |  |
| 1820-1829 | 30 de marzo de 1822      | Territorio de Florida   | La Florida Oriental y la parte de la Florida Occidental que no formaba parte de otros estados, se unen y organizan en el Territorio de Florida, lo que correspondía a la Florida actual. Por esta época, la ortografía oficial del Territorio de Arkansaw se convirtió en Territorio de Arkansas. |      |  |
| 1820-1829 | 15 de noviembre de 1824  |                         | El Territorio de Arkansas fue reducido y la parte occidental quedó como territorio no organizado. |      |  |
| 1820-1829 | 6 de mayo de 1828        |                         | El Territorio de Arkansas fue reducido aún más, logrando las fronteras actuales de Arkansas y el resto quedó como territorio no organizado, con excepción de las tierras reclamadas como condado de Miller. |      |  |
| 1830-1839 | 30 de junio de 1834      |                         | Una gran parte de territorios no organizados se unieron al Territorio de Míchigan, que corresponden a los actuales Iowa, oeste de Minnesota y este de Dakota del Norte y Dakota del Sur. |      |  |
| 1830-1839 | 2 de marzo de 1836       |                         | La República de Texas logró la independencia de México, aunque con una gran parte del territorio en disputa. Tenía el control sobre la mitad oriental del actual Texas, y en disputa estaba la mitad occidental, así como partes de Colorado, Kansas, Nuevo México y Wyoming. El Condado de Miller, en el Territorio de Arkansas, quedó dentro de las fronteras de Texas, y la gente comenzó a tomar una identidad texana, lo que lleva a que ambos gobiernos tuvieran representantes del condado. |      |  |
| 1830-1839 | 15 de junio de 1836      | 25.º estado Arkansas    | El Territorio de Arkansas fue admitido como 25.º estado, Arkansas. Continuó la reclamación sobre el Condado de Miller, con una irrelevancia creciente. |      |  |
| 1830-1839 | 4 de julio de 1836       | Territorio de Wisconsin | El Territorio de Wisconsin se separó del Territorio de Míchigan, consistiendo en el actual Wisconsin y parte del noreste de Minnesota. Como incentivo a renunciar a su reclamación sobre la Franja de Toledo, en Ohio, el conjunto de la actual Península Superior de Míchigan fue asignado al Territorio de Míchigan, confiándole las actuales fronteras de Míchigan. |      |  |
| 1830-1839 | 26 de enero de 1837      | 26.º estado Míchigan    | El Territorio de Míchigan fue admitido como 26.º estado, Míchigan. |      |  |
| 1830-1839 | 28 de marzo de 1837      |                         | La Compra de Platte añade una pequeña área de tierra a Misuri, dándole sus actuales fronteras. |      |  |
| 1830-1839 | 4 de julio de 1838       | Territorio de Iowa      | El Territorio de Iowa se separó del Territorio de Wisconsin, consistiendo en el actual Iowa, oeste de Minnesota y este de Dakota del Norte y Dakota del Sur, dejando el Territorio de Wisconsin con él con el noreste de Minnesota y Wisconsin. |      |  |
| 1840-1849 | 10 de noviembre de 1842  |                         | El Tratado Webster-Ashburton resolvió la frontera entre Estados Unidos y las tierras en poder del Reino Unido al este de las montañas Rocosas, poniendo fin a la controversia sobre las fronteras de Maine y el noreste de Minnesota. |      |  |
| 1840-1849 | 3 de marzo de 1845       | 27.º estado Florida     | El Territorio de Florida fue admitido como 27.º estado, Florida. |      |  |
| 1840-1849 | 29 de diciembre de 1845  | 28.º estado Texas       | La República de Texas fue admitida como el 28.º estado, Texas. Fue anexada por los Estados Unidos el 1 de marzo de 1845, pero Texas no estuvo de acuerdo en unirse a la Unión durante algún tiempo después. Trajo consigo todas las tierras de México que reclamaba, entre ellas toda la actual Texas y partes de Colorado, Nuevo México, Oklahoma y Wyoming. Con la adhesión a la Unión de Texas, Arkansas, finalmente renunció a su reclamación sobre el Condado de Miller. |      |  |
| 1840-1849 | 18 de junio de 1846      |                         | El Tratado de Oregón estableció el paralelo 49°N al oeste del lago de los Bosques como la frontera continental (por lo que no incluye la isla de Vancouver), con las tierras en poder del Reino Unido. El intercambio del Territorio de Oregón finalizó y la parte estadounidense se convierte en territorio no organizado. |      |  |
| 1840-1849 | 28 de diciembre de 1846  | 29.º estado Iowa        | La parte sureste del Territorio de Iowa fue admitida como 29.º estado, Iowa. El resto se convirtió en territorio no organizado. |      |  |
| 1840-1849 | 13 de marzo de 1847      |                         | La retrocesión del Distrito de Columbia de las tierras al sur del río Potomac, de vuelta a Virginia. El Congreso aprobó el acto de retrocesión el 9 de julio de 1846 y Virginia tomó posesión de la tierra en esa fecha. |      |  |
| 1840-1849 | 2 de febrero de 1848     |                         | El Tratado de Guadalupe Hidalgo, que puso fin a la guerra mexicano-estadounidense y, México cedió una amplia zona de tierras a los Estados Unidos, conocida como Cesión Mexicana., que consistía en toda la actual California, Nevada y Utah, la mayoría de Arizona, y partes de Colorado, Nuevo México y Wyoming. |      |  |
| 1840-1849 | 29 de mayo de 1848       | 30.º estado Wisconsin   | El sureste del Territorio de Wisconsin fue admitido como el 30.º estado, Wisconsin. El resto se convirtió en territorio no organizado. |      |  |
| 1840-1849 | 14 de agosto de 1848     | Territorio de Oregón    | Se organizó el Territorio de Oregón, incluyendo el actual Idaho, noroeste de Montana, Oregón, Washington y oeste de Wyoming. |      |  |
| 1840-1849 | 3 de marzo de 1849       | Territorio de Minnesota | Se organizó el Territorio de Minnesota, incluyendo la actual Minnesota y partes orientales de Dakota del Norte y Dakota del Sur. |      |  |

### 1850-1899
| Periodo   | Fecha                   | Acontecimiento                                                         | Acontecimiento | Mapa                                                              |
| 1850-1859 | 9 de septiembre de 1850 | 31.º estado California Territorio de Utah y Territorio de Nuevo México | La Cesión Mexicana fue dividida como parte del Compromiso de 1850. La parte occidental fue admitida como el 31.º estado, California. El resto se organizó como Territorio de Utah y Territorio de Nuevo México. Ambos territorios incluyen también las tierras cedidas al gobierno federal por Texas, a cambio de asumir sus deudas; una parte de Texas y la Cesión de México se convirtieron en territorios no organizados. Una peculiaridad apareció en ese momento, cuando una pequeña franja de tierra al norte de Texas no fue asignada oficialmente a ningún estado o territorio, lo que vendría a llamarse la Faja neutral o «No man's land», que corresponde al actual Panhandle de Oklahoma. El Territorio de Nuevo México consistió en la mayoría de los actuales Arizona y Nuevo México, así como una porción sur de Colorado y el extremo sur de Nevada. El Territorio de Utah consistió en el actual de Utah, la mayor parte de Nevada y partes de Colorado y Wyoming. |                                                                   |
| 1850-1859 | 2 de marzo de 1853      | Territorio de Washington                                               | El Territorio de Washington se separó del Territorio de Oregón, compuesto por el actual de Washington, el norte de Idaho y el extremo occidental de Montana, dejando el Territorio de Oregón con todo Oregón, el sur de Idaho y una parte de Wyoming. |                                                                   |
| 1850-1859 | 30 de diciembre de 1853 |                                                                        | La Compra de Gadsden añadió algunas tierras al Territorio de Nuevo México, que corresponden a la zona sur de los actuales estados de Arizona y Nuevo México. |                                                                   |
| 1850-1859 | 30 de mayo de 1854      | Territorio de Kansas y el Territorio de Nebraska                       | Se organizan el Territorio de Kansas y el Territorio de Nebraska y el resto del territorio no organizado queda, coloquialmente, como Territorio Indio. El Territorio de Kansas consistía en la actual Kansas y la zona oriental de Colorado. El Territorio de Nebraska consistía en la actual Nebraska y partes de Colorado, Montana, Dakota del Norte, Dakota del Sur y Wyoming. El Territorio Indio correspondía con la parte oriental de Oklahoma. |                                                                   |
| 1850-1859 | 11 de mayo de 1858      | 32.º estado Minnesota                                                  | La parte oriental del Territorio de Minnesota fue admitido como el 32.º estado, Minnesota. El resto se convirtió en territorio no organizado. |                                                                   |
| 1850-1859 | 14 de febrero de 1859   | 33.º estado Oregón                                                     | La parte occidental del Territorio de Oregón fue admitido como el 33.º estado, Oregón. El resto se asignó a Territorio de Washington. |                                                                   |
| 1860-1869 | 8 de febrero de 1860    |                                                                        | Texas comienza a reclamar el condado de Greer controlada en ese momento por el gobierno federal como territorio no organizado (en la actualidad parte de Oklahoma). |                                                                   |
| 1860-1869 | 29 de enero de 1861     | 34.º estado Kansas                                                     | La parte oriental del Territorio de Kansas fue admitida como el 34.º estado, Kansas. Una peculiaridad surgió en la parte occidental, añadida al Territorio de Colorado el 28 de febrero de 1861: durante el mes transcurrido hasta la constitución del Estado de Kansas y del Territorio de Colorado, parece no haber tenido estatus oficial. |                                                                   |
| 1860-1869 | 4 de febrero de 1861    | Estados Confederados de América                                        | Se crean los Estados Confederados de América (en inglés, Confederate States of America, CSA). Los estados del sur se separaron en diferentes fechas y también en fechas diferentes se unieron a los CSA; para simplificar el mapa, en él solo se muestra la forma final de los CSA. Hubo gobiernos rebeldes, así como gobiernos de la Unión en Kentucky y Misuri y los CSA tuvieron pleno control sobre el territorio indio. Para ver un mapa detallado con la cronología de las sucesiones de los diversos Estados secesionistas, ver Evolución de los Estados Confederados de América. |                                                                   |
| 1860-1869 | 28 de febrero de 1861   | Territorio de Colorado                                                 | Se organiza el Territorio de Colorado, con tierras de los Territorios de Utah, Nuevo México y Nebraska, así como las tierras sobrante del Territorio de Kansas (que ahora pertenecen al actual Colorado). |                                                                   |
| 1860-1869 | 2 de marzo de 1861      | Territorio de Dakota y Territorio de Nevada                            | El Territorio de Dakota se separa del Territorio de Nebraska y se incluyen las tierras no organizadas sobrantes del Territorio de Minnesota. El Territorio de Dakota constaba de los actuales estados de Dakota del Norte y Dakota del Sur, así como de la mayoría de Montana y el norte de Wyoming. El Territorio de Nebraska estaba formado por todo Nebraska y el sureste de Wyoming. El Territorio de Nevada se separó del Territorio de Utah, correspondiendo al actual noroeste de Nevada; la frontera oriental era el meridiano 39.º al oeste de Washington D. C. |                                                                   |
| 1860-1869 | 1 de agosto de 1861     |                                                                        | La Confederación establece el Territorio de Arizona (de los Estados Confederados de América) en la mitad sur del unionista Territorio de Nuevo México. Organizado el 14 de febrero de 1862, corresponde a la mitad sur de los actuales Arizona y Nuevo México. |                                                                   |
| 1860-1869 | 14 de julio de 1862     |                                                                        | Debido a su naturaleza como zona minera y de pastoreo, comienzan a añadirse tierras al Territorio de Nevada para dar cabida a esas actividades. Su frontera oriental se desplaza hacia el este desde el meridiano 39.º Oeste de Washington al meridiano 38.º Oeste de Washington, transfiriendo tierras del Territorio de Utah. |                                                                   |
| 1860-1869 | 24 de febrero de 1863   | Territorio de Arizona                                                  | La Unión crea su propio Territorio de Arizona, separándolo del Territorio de Nuevo México, coincidiendo ambos territorios con los estados actuales, salvo una pequeña parte del Territorio de Arizona que pertenece al extremo sur de la actual Nevada. |                                                                   |
| 1860-1869 | 4 de marzo de 1863      | Territorio de Idaho                                                    | Se crea el Territorio de Idaho a partir de porciones de los Territorios de Washington, Dakota y Nebraska y que consiste en los actuales estados de Idaho, Montana y la mayor parte de Wyoming. Los Territorios de Nebraska y Washington corresponden a los estados homólogos de hoy en día. |                                                                   |
| 1860-1869 | 20 de junio de 1863     | 35.º estado Virginia Occidental                                        | Varios condados del noroeste de Virginia, que no querían ser parte de la Confederación, se separan y son admitidos como el 35.º estado, Virginia Occidental. |                                                                   |
| 1860-1869 | 26 de mayo de 1864      |                                                                        | El Territorio de Montana se separa del Territorio de Idaho, que también había transferido algunas zonas al Territorio de Dakota. El Territorio de Montana corresponde al actual estado de Montana y el Territorio de Idaho estaba formado por Idaho y el oeste de Wyoming. El Territorio de Dakota incluía Dakota del Norte y Dakota del Sur y la mayor parte de Wyoming. |                                                                   |
| 1860-1869 | 31 de octubre de 1864   | 36.º estado Nevada                                                     | El Territorio de Nevada fue admitido como el 36.º estado, Nevada, un poco menor de lo que es hoy, a falta de algunas áreas tanto en el este como en el sur. |                                                                   |
| 1860-1869 | 9 de abril de 1865      |                                                                        | Los Estados Confederados de América se rinden. El proceso de Reconstrucción y de readmisión en la Unión llevó varios años, aunque para simplificar el mapa, se muestran todos ellos como readmitidos. Para ver un mapa detallado de animación que presente la readmisión de los distintos estados durante Reconstrucción ver evolución de la Confederación de Estados Americanos. |                                                                   |
| 1860-1869 | 5 de mayo de 1866       |                                                                        | La frontera oriental de Nevada se desplaza desde el meridiano 38.º Oeste de Washington al meridiano 37.º Oeste de Washington, tomando tierras del Territorio de Utah. |                                                                   |
| 1860-1869 | 18 de enero de 1867     |                                                                        | La esquina noroeste del Territorio de Arizona se traslada al estado de Nevada, quedando configurado con sus actuales fronteras. |                                                                   |
| 1860-1869 | 1 de marzo de 1867      | 37.º estado Nebraska                                                   | El Territorio de Nebraska es admitido como el estado 37.º, Nebraska. |                                                                   |
| 1860-1869 | 11 de octubre de 1867   | Compra de Alaska                                                       | Estados Unidos compra Alaska a Rusia, siendo designado como Departamento de Alaska, correspondiendo, a excepción de una pequeña disputa fronteriza, con el actual estado de Alaska. |                                                                   |
| 1860-1869 | 25 de julio de 1868     | Territorio de Wyoming                                                  | Se forma el Territorio de Wyoming a partir de partes de los Territorios de Dakota, Idaho, Utah, correspondiendo con las actuales fronteras de Wyoming. |                                                                   |
| 1870-1879 | 21 de octubre de 1872   |                                                                        | Se conceden las islas San Juan a los EE. UU., lo que supone el final formal de la guerra del Cerdo con Gran Bretaña. |                                                                   |
| 1870-1879 | 1 de agosto de 1876     | 38.º estado Colorado                                                   | | El Territorio de Colorado es admitido como 38.º estado, Colorado. |
| 1880-89   | 28 de marzo de 1882     |                                                                        | La porción del Territorio de Dakota al sur del paralelo 43.º y al norte de los ríos Keya Paha y Niobrara fue transferida a Nebraska. |                                                                   |
| 1880-89   | 17 de mayo de 1884      |                                                                        | El Departamento de Alaska, previamente bajo control directo del gobierno federal y el ejército, fue renombrado como Distrito de Alaska, formando un gobierno local propio. |                                                                   |
| 1880-89   | 2 de noviembre de 1889  | 39.º estado Dakota del Norte 40.º estado Dakota del Sur                | El Territorio de Dakota fue dividido en dos, siendo admitido Dakota del Norte como el 39.º estado y Dakota del Sur como el 40.º estado. |                                                                   |
| 1880-89   | 8 de noviembre de 1889  | 41.º estado Montana                                                    | El Territorio de Montana fue admitido como el 41.º estado, Montana. |                                                                   |
| 1880-89   | 11 de noviembre de 1889 | 42.º estado Washington                                                 | El Territorio de Washington fue admitido como el 42.º estado, Washington. |                                                                   |
| 1890-1899 | 2 de mayo de 1890       |                                                                        | El Territorio de Oklahoma fue organizado a partir de la parte occidental del Territorio Indio, e incluía el Neutral Strip, y correspondía a la mitad occidental de la actual Oklahoma. |                                                                   |
| 1890-1899 | 3 de julio de 1890      | 43.º estado Idaho                                                      | El Territorio de Idaho fue admitido como el 43.º estado, Idaho. |                                                                   |
| 1890-1899 | 10 de julio de 1890     | 44.º estado Wyoming                                                    | El Territorio de Wyoming fue admitido como el 44.º estado, Wyoming. |                                                                   |
| 1890-1899 | 4 de julio de 1894      | República de Hawái                                                     | El Reino de Hawái se convierte en la República de Hawái. |                                                                   |
| 1890-1899 | 4 de enero de 1896      | 45.º estado Utah                                                       | El Territorio de Utah fue admitido como el 45.º estado, Utah. |                                                                   |
| 1890-1899 | 4 de mayo de 1896       |                                                                        | Un fallo de la Corte Suprema asigna oficialmente el condado Greer al Territorio de Oklahoma. |                                                                   |
| 1890-1899 | 12 de agosto de 1898    |                                                                        | La República de Hawái fue anexada a los Estados Unidos. |                                                                   |

## Evolución territorial en elsigloXX

### 1900-1959
El Territorio de Puerto Rico, finalizada la guerra hispano-cubano-estadounidense, España a través del tratado de París del 10 de diciembre del 1898, cede a Estados Unidos el Territorio de Puerto Rico. En 1900, el Congreso federal aprobó la Ley Forkaer en la que organizaba un gobierno con forma republicana donde el poder era ejercido por Estados Unidos. En el 1917, se les impuso la ciudadanía estadounidense a los puertorriqueños. Para 1948 se aprueba la Ley de Gobernadores Electivos, donde los puertorriqueños por fin podrían votar en elecciones por un gobernador. En 1950 el Congreso aprueba la Ley 600, la misma preguntaba a los ciudadanos de Puerto Rico si querían redactar su propia constitución. En 1952 el pueblo de Puerto Rico terminaría de redactar su constitución y la ratificaría. Finalmente el Congreso hace algunas enmiendas y es aprobada tanto por dicho cuerpo como por el presidente. A esto se le llamó Estado Libre Asociado de Puerto Rico el cual funciona, hasta el día de hoy, como una Comunidad Política Autónoma subordinada al Gobierno Federal de Los Estados Unidos de América. En Puerto Rico, desde 1898, existe un intenso debate entre conseguir la estadidad o caminar hacia la independencia y desde 1952 la idea de seguir bajo el Estado Libre Asociado.
| Periodo   | Fecha                   | Acontecimiento           | Acontecimiento | Mapa |
| 1900-1999 | 14 de junio de 1900     | Territorio de Hawái      | Las anexadas islas hawaianas se organizan en el Territorio de Hawái, que corresponde, con excepción del incluido Atolón Palmyra, en el actual estado de Hawái. |      |
| 1900-1999 | 20 de octubre de 1903   |                          | La disputa de la frontera de Alaska se resuelve mediante arbitraje, por lo general a favor de la reivindicación de los EE. UU. |      |
| 1900-1999 | 16 de noviembre de 1907 | 46.º estado Oklahoma     | El Territorio de Oklahoma y el Territorio Indio se combinan y es admitido como el 46.º estado, Oklahoma. |      |
| 1900-1999 | 6 de enero de 1912      | 47.º estado Nuevo México | El Territorio de Nuevo México fue admitido como el 47.º estado, Nuevo México. |      |
| 1900-1999 | 14 de febrero de 1912   | 48.º estado Arizona      | El Territorio de Arizona es admitido como el 48.º estado, Arizona. |      |
| 1900-1999 | 24 de agosto de 1912    | Territorio de Alaska     | El Distrito de Alaska se organizó como Territorio de Alaska. |      |
| 1900-1999 | 28 de marzo de 1921     |                          | El conflicto sobre una milla cuadrada entre Delaware y Pensilvania, The Wedge (la cuña), se resuelve finalmente en favor de Delaware. |      |
| 1900-1999 | 3 de enero de 1959      | 49.º estado Alaska       | El Territorio de Alaska fue admitido como el 49.º estado, Alaska. |      |
| 1900-1999 | 21 de agosto de 1959    | 50.º estado Hawái        | El Territorio de Hawái fue admitido como el 50.º estado, Hawái, lo que da como resultado final la actual configuración de los Estados Unidos. La ley del nuevo estado excluye específicamente el Atolón Palmyra del nuevo Estado, que se convierte así en tierra no organizada. Dado que se ha incorporado como parte del Territorio de Hawái, el Atolón Palmyra se convirtió en el único territorio incorporado que queda en los Estados Unidos. |      |